# Château de Bellefaye
Le château de Bellefaye est un château médiéval situé sur la commune de Soumans, dans le département de la Creuse, région Nouvelle-Aquitaine, en France.

## Localisation
Le château de Bellefaye se trouve sur la commune de Soumans, à environ 500 m au sud du village de Bellefaye. Bellefaye, à 5 km à l'est du bourg de Soumans, est une ancienne paroisse et commune, réunie à Soumans en 1829.

## Description
Le château s'inscrit dans un plan trapézoïdal avec un corps de logis principal de quatre travées et demie et deux niveaux au nord et une porte fortifiée du XVe siècle en retour d'équerre à l'est ; trois tours rondes flanquent cet ensemble à l'extrémité occidentale et de part et d'autre de la porte fortifiée. Le reste de la surface du trapèze est occupé par une cour intérieure fermée par un mur au sud et à l'ouest, avec une tour au coin sud-ouest.

## Historique
La première mention de la seigneurie de Bellefaye remonte à 1388, quand Guillaume de Bellefaye fait hommage à l'évêque de Limoges pour le château et la châtellenie de Bellefaye. À la fin du XIVe siècle, la seigneurie passe par mariage à une famille berrichonne, la famille du Puy. Parmi les seigneurs de Bellefaye de cette maison, on trouve Louis du Puy, chambellan de Charles VII et Louis XI, sénéchal de la Marche, Jean du Puy, mort en 1513, grand maître des eaux et forêts de Louis XII, Georges du Puy (1509-1562), panetier de François Ier, Claude du Puy, compagnon d'Henri III. La fille unique et héritière de ce dernier, Jeanne du Puy, apporta Bellefaye à son mari Louis de Saint-Gelais.
L'une des filles de Louis de Saint-Gelais et Jeanne du Puy, Charlotte, hérita de Bellefaye et transmit cette terre à sa fille Charlotte de La Fin de Salins, épouse en premières noces de François du Tillet († 3 janvier 1673), greffier en chef du parlement de Paris. Après la mort de leur fils, Jean François du Tillet (1645-1711), Bellefaye fut vendu en 1720 à Jacques de Laage, receveur des tailles à Saintes et à Poitiers, maître d'hôtel du duc de Berry, secrétaire du roi, maison et couronne de France.
Au moment de la Révolution, la baronnie de Bellefaye appartenait à Clément de Laage, guillotiné le 8 mai 1794 à Paris, en tant que fermier général, en même temps que Lavoisier. La famille de Laage de Bellefaye, issue de son fils Philippe, subsiste toujours, mais ne possède plus le château qui avait été vendu comme bien national.
Le château actuel est composé de bâtiments dont la construction s'étale entre le XVe et le XVIIIe siècles.
Certaines sources locales retiennent le château pour la naissance de Marie de Lagrange d'Arquien, reine consort de Pologne sous Louis XIV. En fait, elle est née à Nevers le 28 juin 1641. La légende s'explique par le fait que Charlotte de la Fin de Salins, dame de Bellefaye, a épousé en secondes noces, le 30 août 1673, Henri-Albert de La Grange d'Arquien, veuf de la mère de la future reine de Pologne, mais c'était donc bien après la naissance de celle-ci.